# Узреф
Узреф (араб. وذرف) — місто в Тунісі. Входить до складу вілаєту Габес. Знаходиться за 20 км від міста Габес. Станом на 2004 рік тут проживало 9 058 осіб.